# Пиггот, Патрик
Патрик Пиггот (англ. Patrick Piggott; 15 июня 1915, Дувр — 9 мая 1990, Бристоль) — английский композитор, пианист и музыковед.

## Биография
Родился в Дувре 15 июня 1915 года.
Окончил Королевскую академию музыки, ученик Харольда Крэкстона (фортепиано) и Бенджамина Дэйла (композиция). В дальнейшем занимался также под руководством Нади Буланже, Эмиля Боске и Юлия Исерлиса. В послевоенные годы преподавал в Кардиффском университете, работал на радио (отделение BBC в Бирмингеме).
Интересы Пиггота как пианиста, композитора и исследователя лежали в области романтической музыки. Наиболее важным автором в его исполнительском репертуаре был Сергей Рахманинов, об оркестровых сочинениях которого он написал популярную брошюру (англ. Rachmaninoff: Orchestral Music; 1973). Влияние Рахманинова (наряду с Метнером и, возможно, Скрябиным) критика усматривает и в собственной фортепианной музыке Пиггота. Пигготу принадлежит также монография о Джоне Филде (англ. The Life and Music of John Field, 1782—1837, Creator of the Nocturne; 1973), вышедшая в издательстве Калифорнийского университета, — для работы над этой книгой Пиггот выучил русский язык и дважды посещал СССР. Наибольший резонанс имела книга Пиггота о месте музыки в жизни и творчестве Джейн Остин (англ. The Innocent Diversion. Music in the Life and Writings of Jane Austen; 1979, второе издание 2011).